# Tutto in 3 CD (Raffaella Carrà)
Tutto in 3 CD  ventiseiesima raccolta italiana di Raffaella Carrà, pubblicata nel 2014 dall'etichetta discografica Sony Music RCA.

## Descrizione
La raccolta contiene i maggiori successi della cantante estratti dagli album pubblicati nell'arco di oltre trent'anni di carriera.
Come la precedente in cronologia anche questa antologia è una ristampa di I miei successi del 2011, di cui riprende tracklist e contenuti dei 3 CD.